# Sayaka Mizoe
 Sayaka Mizoe (Japonês:溝江明香, Machida, 16 de julho de 1990) é uma jogadora de vôlei de praia japonesa, semifinalista na edição do Campeonato Asiático em 2014 na China e medalhista de prata na edição da Tailândia em 2022.

## Carreira
Os primeiros passos na vida esportiva deu-se ainda no ensino fundamental, e foi na Escola Secundária Metropolitana de Tóquio Komaba que competiu no voleibol indoor na temporadas 2006-07, depois, cerca da terceira série migrou para vôlei de praia, e sagrou-se campeã do Campeonato Japonês de Vôlei de Praia de 2008.Em 2009 ingressa na Universidade Sanno, defendendo tal instituição, e  ao lado de Sakurako Fujii disputou o Campeonato Mundial Sub-21 de 2009 em Blackpool, finalizando na décima nona posição e no ano seguinte competia nacionalmente com Ikumi Furukawa.
Estreou no circuito mundial com Shinako Tanaka em 2010 no Aberto de Xangai, com melhor resultado o décimo terceiro lugar no referido circuito, ou seja, no Aberto de  Phuket, já no continente, a nona posição no Campeonato Asiático de  2011 na China, finalizando na nona posição, com esta formação competiu  até o Grand Slam de Moscou em 2012, competindo nesta temporada com Anjiera Ishida na etapa de Bang Saen, ainda alcançou a quinta posição na edição do Campeonato Asiático de 2012 na China ao lado de Ayumi Kusano Shiratori, também competiu com Yui Nagata.
Na temporada de 2013 passou a formar dupla com Takemi "Take" Nishibori com melhor resultado a nona posição nos Abertos de Anapa e Durban no circuito mundial, a nível continental os sétimos lugares nas etapas de Songkhla e Khanom, válidas pelo circuito asiático, e no Campeonato Asiático de 2013 realizado em Wuhan terminaram na quinta colocação.
A dupla pela primeira vez chega a semifinal do Campeonato Asiático  de 2014 em Jinjiang e finalizaram na quarta colocação. Ainda em 2014 nas etapas de Songkhla e Khanom, válidas pelo circuito asiático, alcançaram a quinta e sétima posições, respectivamente, terceira posição na etapa de Hong Kong,  novamente elas alcançaram nos Abertos de Anapa e Xiamen a nona posição no circuito mundial, neste circuito,  na etapa Challenge de Pattaya terminaram com o vice-campeonato, mesmo resultado no Aberto de Mangaung.
Nas competições de 2015 permaneceu com a jogadora Take e conquistaram o primeiro título no Circuito Asiático, na etapa de Nakhonsi, o quinto na etapa de Songkhla e o vice-campeonato em Baía de Ha Long, foram vice-campeãs da zona leste da Continental Cup de 2015, alcançaram o quinto lugar no circuito mundial em Puerto Vallarta.
Em 2016, com Take, terminaram na quinta posição no Campeonato Asiático realizado em Sidney, vice-campeãs na etapa de Tóquio pelo circuito japonês, quartas colocadas da Continental Cup (Semifinal) e a dupla competiu pela última vez no Major Series de Klagenfurt.
Na temporada de 2017 passa compor dupla com Suzuka Hashimoto estreando no torneio cinco estrelas de Fort Lauderdale,  na sequência alcançaram o quinto lugar no torneio duas estrelas de Sidney, quinto lugar no torneio uma estrela de Ulsan,  terminaram em nono lugar na edição do Campeonato Asiático de 2017 sediado em Songkhla, quinto posto na etapa de Palembang e o sétimo na etapa de Can Tho pelo circuito asiático.
Ao lado de Suzuka Hashimoto, disputou em 2018 as competições, conquistaram o vice-campeonato na etapa de Okinawa, Osaka e Wakasaobama, como o terceiro lugar em Miyakonojo pelo circuito japonês,  terminaram na quinta posição em Satun na etapa uma estrela do circuito mundial, obtendo neste o vice-campeonato no duas estrelas de Phnom Penh, além dos títulos do uma estrela de Tuần Châu  e duas estrelas de Jinjiang .
No ano de 2019 confirmou a mesma dupla com Suzuka terminaram na terceira posição na etapa de Miyakonojo no circuito japonês, e terminaram na quinta posição no Campeonato Asiático em Maoming, bronze no circuito mundial no torneio uma estrela  de Vaduz e passou a formar dupla com Miki Ishii na conquista do vice-campeonato no torneio duas estrelas em Zhongwei e no Continental Cup na mesma cidade.
Retomou a dupla com Take e terminaram na quarta colocação no Campeonato Asiático de 2020 em Udon Thani, já em 2021 obtiveram o terceiro lugar na etapa de Tachikawa e vice-campeonato em Hiratsuka pelo circuito japonês. No âmbito nacional esteve novamente com Sakurako Fujii e tiveram como melhor desempenho vice-campeonato na etapa de Hiratsuka pelo circuito japones.
Ainda em 2021 anuncia dupla com Miki Ishii e conquistam o vice-campeonato no Campeonato Asiático de Phuket.Em 2022 terminaram em nono no Challenge do Circuito Mundial em Itapema e disputaram o Campeonato Mundial de  2022 em Roma.
Nos Jogos Asiáticos de 2022, foi medalhista de prata ao lado de Miki Ishii.

## Títulos e resultados
- Jogos Asiáticos: 2022
- Torneio 2* de Jinjiang do Circuito Mundial de Vôlei de Praia:2018
- Torneio 2* de Zhongwei  do Circuito Mundial de Vôlei de Praia:2019
- Torneio 2* de Phnom Penh  do Circuito Mundial de Vôlei de Praia:2018
- Torneio 1* de Tuần Châu  do Circuito Mundial de Vôlei de Praia:2018
- Torneio 1* de Vaduz  do Circuito Mundial de Vôlei de Praia:2019
- Aberto de Mangaung do Circuito Mundial de Vôlei de Praia:2014
- Etapa Chalalhenger de Pattaya do Circuito Mundial de Vôlei de Praia:2014
- Campeonato Asiático de Vôlei de Praia:2014
- Etapa de Nakhonsi  do Circuito Asiático de Vôlei de Praia:2015
- Etapa da Baía de Ha Long do Circuito Asiático de Vôlei de Praia:2015
- Etapa de Hong Kong do Circuito Asiático de Vôlei de Praia:2014